# Josia ligata
Josia ligata là một loài bướm đêm thuộc họ Notodontidae. Loài này có ở Colombia và Ecuador.
Ấu trùng ăn Passiflora mollissima.